# Peter Sillett
Peter Richard Tudor Sillett, más conocido como Peter Sillett (Southampton, Hampshire, Inglaterra; 1 de febrero de 1933-Ashford, Kent, Inglaterra; 13 de marzo de 1998), fue un futbolista inglés que se desempeñó como defensa en clubes como el Southampton FC y el Chelsea FC.

## Selección nacional
Fue internacional con la selección de fútbol de Inglaterra en tres ocasiones y sin haber marcado un solo gol. Debutó el 15 de mayo de 1955, en un encuentro amistoso ante la selección de Francia que finalizó con marcador de 1:0 a favor de los franceses.

### Participaciones en Copas del Mundo
| Mundial                        | Sede   | Resultado    |
| ------------------------------ | ------ | ------------ |
| Copa Mundial de Fútbol de 1958 | Suecia | Primera fase |

## Clubes
| Club           | País       | Año         |
| -------------- | ---------- | ----------- |
| Southampton FC | Inglaterra | 1951 - 1953 |
| Chelsea FC     | Inglaterra | 1953 - 1962 |

## Palmarés

### Campeonatos nacionales
| Título          | Club       | País       | Año     |
| --------------- | ---------- | ---------- | ------- |
| Football League | Chelsea FC | Inglaterra | 1954-55 |
| Charity Shield  | Chelsea FC | Inglaterra | 1955    |